# Nejlepší mužský videoklip
Nejlepší mužský videoklip je kategorie MTV Video Music Awards, která se každoročně udílí. Zde je přehled všech dosavadních vítězů.
| Rok  | Umělec                                 | Video                         |
| ---- | -------------------------------------- | ----------------------------- |
| 1984 | David Bowie                            | "China Girl"                  |
| 1985 | Bruce Springsteen                      | "I'm On Fire"                 |
| 1986 | Robert Palmer                          | "Addicted To Love"            |
| 1987 | Peter Gabriel                          | "Sledgehammer"                |
| 1988 | Prince                                 | "U Got The Look"              |
| 1989 | Elvis Costello                         | "Veronica"                    |
| 1990 | Don Henley                             | "The End Of The Innocence"    |
| 1991 | Chris Isaak                            | "Wicked Game (Concept)"       |
| 1992 | Eric Clapton                           | "Tears In Heaven "            |
| 1993 | Lenny Kravitz                          | "Are You Gonna Go My Way"     |
| 1994 | Tom Petty & The Heartbreakers          | "Mary Jane's Last Dance"      |
| 1995 | Tom Petty                              | "You Don't Know How It Feels" |
| 1996 | Beck                                   | "Where It's At"               |
| 1997 | Beck                                   | "Devils Haircut"              |
| 1998 | Will Smith                             | "Just The Two Of Us"          |
| 1999 | Will Smith                             | "Miami"                       |
| 2000 | Eminem                                 | "The Real Slim Shady"         |
| 2001 | Moby featuring Gwen Stefani            | "South Side"                  |
| 2002 | Eminem                                 | "Without Me"                  |
| 2003 | Justin Timberlake                      | "Cry Me A River"              |
| 2004 | Usher featuring Lil Jon and Ludacris   | "Yeah!"                       |
| 2005 | Kanye West                             | "Jesus Walks"                 |
| 2006 | James Blunt                            | "You're Beautiful"            |
| 2007 | Justin Timberlake                      |                               |
| 2008 | Chris Brown                            | "With You"                    |
| 2009 | T.I. featuring Rihanna                 | "Live Your Life"              |
| 2010 | Eminem                                 | "Not Afraid"                  |
| 2011 | Justin Bieber                          | "U Smile"                     |
| 2012 | Chris Brown                            | "Turn Up the Music"           |
| 2013 | Bruno Mars                             | "Locked Out of Heaven"        |
| 2014 | Ed Sheeran featuring Pharrell Williams | "Sing"                        |
| 2015 | Mark Ronson featuring Bruno Mars       | "Uptown Funk"                 |
| 2016 | Calvin Harris featuring Rihanna        | "This Is What You Came For"   |